# Messalina (film fra 1924)
Messalina er en italiensk stumfilm fra 1924 instrueret af Enrico Guazzoni.

## Medvirkende
- Rina De Liguoro som Messalina
- Calisto Bertramo
- Gildo Bocci som Apollonio
- Bruto Castellani som Tigrane
- Mario Cusmich
- Édouard de Max
- Alfredo de Felice
- Aristide Garbini som Narciso